# Jean-Marie Le Pen
Jean-Marie Le Pen (Trinité-sur-Mer, 20 de Junho de 1928 – Garches, 7 de janeiro de 2025) foi um político francês. Presidiu, até janeiro de 2011, a Frente Nacional, partido nacionalista de extrema-direita no espectro político da França. Foi cinco vezes candidato à presidência da França (1974, 1988, 1995, 2002 e 2007) pelo partido; em 2002, passou para o segundo turno das eleições presidenciais, perdendo para Jacques Chirac. 
Le Pen foi comparado a Ronald Reagan, dos Estados Unidos, sendo conhecido por defender políticas radicais visando diminuir a violência e o desemprego na França, entre elas a volta da pena de morte, maior restrição à entrada de imigrantes na França - em especial de países do leste europeu e de fora da Europa -, além de uma maior autonomia política e legislativa da França em relação às diretivas emanadas da União Europeia.
Afirma que a maior parte dos políticos e da imprensa franceses são corruptos e não se comprometem com os interesses das pessoas comuns e da nação francesa. Fazia sempre apelos patrióticos, como as manifestações em frente à estátua de Joana D'Arc em Paris. Sua progressão na década de 1980 ficou conhecida como a "lepenização dos espíritos"; seus discursos polêmicos e sua integração na vida pública fizeram dele uma figura que polariza a opinião, considerada como o "Diabo da República" entre oponentes ou o "último samurai na política" entre partidários.
Como outros candidatos da extrema-direita europeia, sua campanha eleitoral era baseada na oposição à imigração sem controle para a França. Foi condenado diversas vezes por declarações de cunho antissemita, racista, xenofóbico, e de negação de fatos históricos sobre o Holocausto — por isso acusado por especialistas no tema de praticar uma "negação suave" do genocídio de seis milhões de judeus durante a Segunda Guerra Mundial.
Em 2015, Le Pen acabou expulso do próprio partido ao ser "submetido a um procedimento disciplinar depois de declarações polêmicas sobre o Holocausto", sendo substituído por sua filha, Marine Le Pen.
Faleceu aos 96 anos, "cercado por sua família", conforme informou a família em nota divulgada às agências francesas.

## Biografia
Jean Louis Marie Le Pen nasceu em Trinité-sur-Mer, pequena aldeia costeira na Bretanha francesa, como único filho de Jean Le Pen (1901-1942). Ficou órfão na adolescência quando o barco de seu pai, La Persévérance, explodiu por causa de uma mina alemã. Começou a trabalhar aos 13 anos em um navio transatlântico. Sua mãe, Anne-Marie Hervé (1904-1965) era costureira e também de ascendência local.[carece de fontes?] Foi criado como católico romano e estudou no colégio jesuíta François Xavier em Vannes, e depois no liceu de Lorient. Era um jovem rebelde e dado à vida noturna, sendo repetidas vezes conduzido à delegacia por se envolver em brigas em bares, com acusações de agressão.
Em novembro de 1944, aos 16 anos, foi dispensado por causa de idade pelo coronel Henri de La Vaissière (então representante da Juventude Comunista) ao tentar se juntar às Forças Francesas do Interior (FFI). Entrou então para a faculdade de Direito em Paris, e começou a vender nas ruas o jornal monarquista da Action Française, "Aspects de la France".
Ativo como figura da juventude estudantil de Paris, criou seu próprio jornal, o La Basoche, e logo estava entre os líderes do movimento. Se tornaria presidente de uma associação de estudantes de Direito cuja ocupação principal era "quebrar cocos" (brigar com os "cocos", comunistas).

## Serviço militar e início na política
Durante a década de 1950, Le Pen se interessou pela Guerra da Argélia (1954-1962) e pelo orçamento de defesa francês. Eleito deputado do Parlamento sob a bandeira do partido populista UDCA, de Pierre Poujade, e contrário à perda da Indochina pelos franceses, se alistou Legião Estrangeira Francesa, servindo por três meses na Indochina - chegou depois da Batalha de Dien Bien Phu e foi mandado a Suez em 1956, mas já havia sido assinado um cessar-fogo. Enviado para a Argélia em 1957 como oficial de inteligência, foi acusado de ter praticado tortura com uma adaga. Le Pen negava tais acusações.

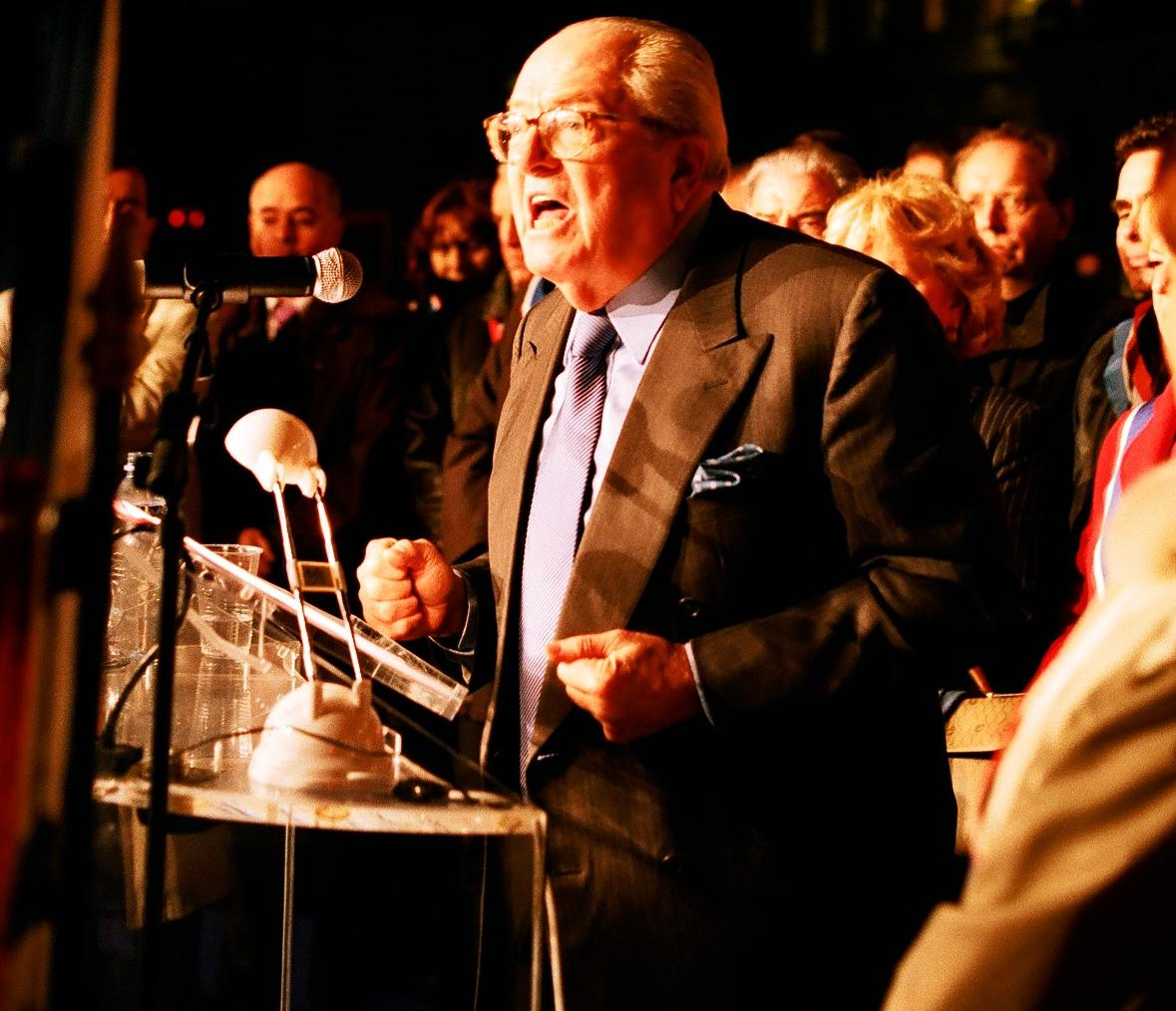
Jean-Marie Le Pen (2005)

Em 1953, um ano antes do início da Guerra da Argélia, Le Pen contatou o presidente Vincent Auriol, que aprovou seu projeto de ajuda voluntária após uma enchente na Holanda. Em dois dias, havia 40 voluntários de sua universidade, um grupo que mais tarde ajudaria as vítimas de um terremoto na Itália. Em Paris, foi em 1956 eleito para a Assembleia Nacional, onde era o membro mais jovem, mas o comunista André Chène (meio ano mais jovem) foi eleito no mesmo ano.
Em 1958, Le Pen afirmou ter perdido o olho esquerdo ao ser espancado durante a campanha eleitoral. Testemunhas sugerem que ele foi apenas ferido no olho direito e não o perdeu; ele perdeu a visão do olho esquerdo anos depois, devido a uma doença, a crença popular é de que ele usava um olho de vidro.
Le Pen dirigiu a campanha presidencial de 1965 do candidato de extrema-direita Jean-Louis Tixier-Vignancour, que obteve 5,19% dos votos. Em 1962, Le Pen perdeu seu assento na Assembleia e criou a Serp (Société d'études et de relations publiques), empresa envolvida na indústria da música, especializada em gravações históricas; o catálogo tinha gravações do coro do sindicato CGT e canções da Frente Popular, mas também marchas nazistas, e em 1968, a Serp foi condenada a "pedir desculpas por cumplicidade com crime de guerra" após a transmissão de um registro de canções do Terceiro Reich, cuja capa continha uma mensagem promovendo a ascensão de Hitler na Alemanha.

## Polêmicas
Ao longo da carreira, Le Pen deu várias declarações de cunho xenofóbico, racista e antissemita. É conhecido por contestar fatos históricos sobre o Holocausto e também por ser cético quanto ao aquecimento global - em certa ocasião, abriu uma melancia e sugeriu que era como os defensores do aquecimento global - verdes por fora e vermelhos por dentro, ou "comunistas disfarçados".
Em 1987, Le Pen defendeu sugestão do médico e político de extrema-direita francês François Bachelot: isolamento total de portadores do vírus HIV, chamando os locais teóricos de "sidatórios" (da sigla da AIDS em francês, SIDA).
Em 1995, foi irônico ao responder ao cantor de origem judia Patrick Bruel, que decidiu não se apresentar em Toulon, comandada pela Frente Nacional. "A cidade de Toulon terá que seguir em frente sem as vocalizações do cantor Benguigui", disse Le Pen, citando o primeiro nome de batismo de Bachelot.  
Em 1997, acusou o presidente francês Jacques Chirác de estar na "folha de pagamento de organizações judaicas". 
Antes e depois da Copa do Mundo de 2006, em que a França foi vice-campeã, Le Pen sugeriu que a Seleção Francesa tinha "jogadores de cor" demais, que o povo "não pode se reconhecer na seleção nacional", e que "talvez o treinador tenha exagerado na proporção de jogadores de cor e deveria ter sido um pouco mais cuidadoso". O zagueiro do time francês, Lilian Thuram, respondeu que "não importa a cor, somos todos franceses".
Em 2006, Le Pen foi condenado a pagar um total de €15 mil por incitação ao ódio, ao afirmar que um dia os muçulmanos governariam a França "e causarão medo nos corações da população não-muçulmana".
Durante a campanha presidencial de 2007, Le Pen chamou o adversário político Nicolas Sarkozy — que é descendente de judeus gregos e húngaros — de "estrangeiro", também se referindo a ele como "O Estrangeiro".
Em 2014, ao comentar a explosão demográfica do mundo e o risco da França sofrer um colapso imigratório, respondeu que o vírus Ebola seria uma solução, causando choque no país. As declarações receberam duras condenações, sobretudo de membros do governo francês.
Também em 2014, perguntado sobre a decisão de celebridades judias - como o cantor Patrick Bruel, o ex-campeão de tênis Yannick Noah, e comediante Guy Bedos - de não se apresentarem em cidades comandadas por políticos da Frente Nacional, Le Pen disse num vídeo do partido que "na próxima vez faremos uma fornada". Questionado, Le Pen alegou que a palavra "fornada" não tinha qualquer relação com antissemitismo e as execuções em câmaras de gás durante a Segunda Guerra Mundial, exceto para “os inimigos políticos ou os imbecis". O partido Frente Nacional, que buscava alianças para apoiar Marine, disse através de seu vice-presidente (e marido de Marine) Louis Aliot, que a proferir a frase foi "estúpido politicamente e constrangedor", ao que Len Pen respondeu o chamando de "imbecil". Órgãos de defesa de direitos humanos o criticaram; a Liga Internacional Contra o Racismo e o Antissemitismo disse que o "antissemitismo é o DNA da Frente Nacional".
Em 2018, Le Pen foi alvo de investigação (que também visava sua filha Marine) por uso de fundos destinados à contratação de assessores na Eurocâmara e que, na realidade, teriam sido utilizados para pagar funcionários de seu partido por vários anos. Segundo os investigadores, cerca de € 7 milhões teriam sido usados indevidamente pela legenda de Le Pen. Isso o levou a perder a imunidade parlamentar no ano seguinte.
Le Pen defendeu até seu último discurso como deputado, aos 90 anos de idade, que "a invasão de imigrantes" era uma "ameaça", e que deveriam ser tomadas "todas as medidas necessárias para reprimi-los". Segundo ele, imigrantes substituiriam os "verdadeiros" franceses ao "invadir" o país e o mudariam com suas cultura e religiões.

## Condenações
Até meados de 2004, Le Pen havia sido condenado seis vezes por declarações de cunho antissemita, racista e de incitação ao ódio.
Em 1987, Le Pen sugeriu que talvez as câmaras de gás não tenham existido, já que não as tinha visto; também negou acreditar que tenham sido mortos 6 milhões de judeus, dizendo que a deportação de 76 mil judeus da França para campos de concentração nazistas, onde foram mortos, é questão trivial, e que "não houve assassinatos em massa como dizem". Essas declarações o levaram a uma condenação, nos termos da Lei Gayssot, a pagar 1,2 milhão de francos (€ 183 200).
Em 1996, Le Pen teve sua imunidade parlamentar anulada para que pudesse ser julgado por um tribunal alemão, por declarações sobre as execuções em câmaras de gás na Segunda Guerra, que incluíam "Se você pegar um livro de mil páginas sobre a Segunda Guerra Mundial, os campos de concentração ocupam apenas duas páginas e as câmaras de gás de 10 a 15 linhas. Isso é o que chamamos de detalhe". Em junho de 1999, um tribunal de Munique considerou que a frase "minimizava o Holocausto, que causou a morte de seis milhões de judeus", e condenou e multou Le Pen.
Em abril de 2000, Le Pen foi condenado por agredir durante as eleições gerais de 1997 a candidata Annette Peulvast-Bergeal, do Partido Socialista. Isto o levou a perder o assento no parlamento em 2003, e a ficar afastado da busca por cargos por um ano.
Em 2005 e 2008, Le Pen foi condenado, em ambos os casos em € 10 mil, por "incitação à discriminação, ao ódio e à violência contra um grupo de pessoas", quanto a declarações sobre muçulmanos na França.
Em 2015, Le Pen voltou a minimizar a importância das execuções em câmaras de gás, afirmando que foram "apenas um detalhe da história" e comparando seu uso a outros tipos de morte em guerras como "uma explosão que te esquarteja a barriga, uma bomba que te decapita, uma câmara que te asfixia", e que "todas eram desprezíveis". Na ocasião, sua filha Marine não apoiou as falas e eles cortaram relações. Le Pen foi condenado no ano seguinte por um tribunal de Paris a pagar € 30 mil como multa às três associações que moveram o processo por contestar crimes contra a humanidade. Os juízes também decidiram que o comunicado judicial sobre a decisão deveria ser publicado em três jornais da França.
Em 2016, Le Pen foi condenado a pagar € 5 mil por incitar o ódio contra ciganos. Numa reunião pública no sul da França em 2013, o líder de extrema-direita afirmou que a presença de "algumas centenas de roms" na cidade de Nice era "urticante e fedorenta".

## Acusação de tortura
Le Pen supostamente praticou tortura durante a Guerra da Argélia (1954-1962), quando era tenente do exército francês. Ele negou e ganhou alguns julgamentos.
Em maio de 2003, o jornal Le Monde publicou sobre a adaga que ele supostamente usava para cometer crimes de guerra e que foi esquecida em Casbá em 1957. Apesar de crimes de guerra na Argélia terem sido anistiados pela França, a matéria foi reproduzida em vários jornais, e também pelo primeiro-ministro Michel Rocard na TV.  Le Pen processou o jornal e o político por difamação, mas a suprema corte da França considerou que era legítimo o direito de publicar sobre o assunto.
Em 1995, Le Pen já havia processado, sem sucesso, Jean Dufour, conselheiro regional de Provença-Alpes-Costa Azul, pelo mesmo motivo.

## Vida pessoal
Le Pen se casou duas vezes, a primeira com Pierrette Lalanne (com a qual teve três filhas e nove netos) e a segunda com a grega Jeanne-Marie Paschos ("Jany").
Era um rico homem de negócios, em parte graças à grande herança recebida em 1977 de um simpatizante.

### Saúde e morte
Le Pen foi brevemente hospitalizado após um acidente vascular cerebral leve em 2 de fevereiro de 2022.
Le Pen foi hospitalizado em 15 de abril de 2023, após sofrer um "leve ataque cardíaco" e recebeu alta em 3 de maio.
Em abril de 2024, Le Pen sofreu outro ataque cardíaco. Em novembro de 2024, Jean-Marie Le Pen foi hospitalizado por duas semanas para exames médicos relacionados à idade avançada, e sua família expressou preocupações sobre seu estado geral de saúde.
Le Pen morreu em 7 de janeiro de 2025, em uma casa de repouso em Garches, França, aos 96 anos. Ele vinha enfrentando problemas de saúde devido a complicações de um ataque cardíaco sofrido em 2024.